# Серебряков, Борис Павлович
Бори́с Па́влович Серебряко́в (1904, Лодзь — 1956) — генерал-майор; министр внутренних дел Карело-Финской ССР (1946—1950), Таджикской ССР (1950—1953).

## Биография
С 1919 года служил в органах НКВД. Окончил Тульскую пехотную школу, в 1938 году — Военную академию имени М. В. Фрунзе. 01.12.1939-21.08.1943 — начальник 26-го морского пограничного отряда войск НКВД Киевского округа. 21.08.1943-1945 — начальник Управления войсками охраны тыла Белорусского фронта, затем — командир дивизии войск НКВД в Люблине.
С марта 1946 по декабрь 1950 года — министр внутренних дел Карело-Финской ССР. Избирался депутатом Верховного Совета Карело-Финской ССР II-го созыва (1947—1951).
С 20 декабря 1950 по 4 апреля 1953 г. — министр внутренних дел Таджикской ССР.
С 4 апреля 1953 по 4 мая 1954 г. — начальник Главного управления милиции (ГУМ) МВД СССР; 4 мая 1954 уволен из состава МВД СССР.
Владел немецким, польским, украинским языками.
Похоронен на Ваганьковском кладбище.
Дочь: Серебрякова Злата Борисовна (1923-2010); дочь: Серебрякова Марина Борисовна (1949-2022).